# 华象牙参
华象牙参（学名：Roscoea sinopurpurea），为姜科象牙参属下的一个植物种。